# Robert Dumontois
Robert Dumontois   (4t arrondissement de Lió, 6 d'agost de 1941 - Saint-Paul-lès-Romans, 15 de juny de 2022) és un remer francès, ja retirat, que va competir durant les dècades de 1950 i 1960.
El 1960 va prendre part en els Jocs Olímpics d'Estiu de Roma, on guanyà la medalla de plata en la prova del quatre amb timoner del programa de rem. Formà equip amb Claude Martin, Jacques Morel, Guy Nosbaum i Jean Klein. Quatre anys més tard, als Jocs de Tòquio, fou setè en la prova del vuit amb timoner.
En el seu palmarès també destaquen una medalla de bronze al Campionat del Món de rem de 1962 i una de bronze al Campionat d'Europa de rem de 1961.